# João Domingos Pinto
João Domingos da Silva Pinto  (* 21. listopad 1961, Oliveira do Douro) je bývalý portugalský fotbalista. Hrával na pozici obránce.
S portugalskou fotbalovou reprezentací vybojoval bronzovou medaili na mistrovství Evropy roku 1984. Na tomto turnaji byl federací UEFA zařazen do all-stars týmu. Hrál i na světovém šampionátu roku 1986. Portugalsko reprezentoval v 70 zápasech, v nichž vstřelil 1 branku.
Celou svou hráčskou kariéru strávil v jediném klubu: FC Porto. Vyhrál s ním v sezóně 1986/87 Pohár mistrů evropských zemí a následně i Superpohár a Interkontinentální pohár. Devětkrát se s ním stal mistrem Portugalska. Odehrál za Porto 407 ligových utkání, vstřelil v nich 17 branek. V evropských pohárech v jeho dresu odehrál 76 zápasů.